# Saint-Grégoire-du-Vièvre
Saint-Grégoire-du-Vièvre ist eine französische Gemeinde mit 312 Einwohnern (Stand 1. Januar 2022) im Département Eure in der Region Normandie. Die Gemeinde ist besonders für die Darstellung von Angriffen durch Wölfe und ein Bilderrätsel aus dunklem Feuerstein an der Südfassade der Kirche Saint-Grégoire bekannt.

## Geographie
Saint-Grégoire-du-Vièvre liegt in Nordfrankreich in der Landschaft Lieuvin, 44 Kilometer südöstlich von Le Havre, etwa 18 Kilometer nördlich von Bernay, dem Sitz der Unterpräfektur des Arrondissements, und 3,6 Kilometer östlich von Saint-Georges-du-Vièvre, auf einer mittleren Höhe von 117 Metern über dem Meeresspiegel. Die Mairie steht auf einer Höhe von 155 Metern. Nachbargemeinden von Saint-Grégoire-du-Vièvre sind Saint-Georges-du-Vièvre im Westen, Freneuse-sur-Risle im Nordosten, Livet-sur-Authou im Südosten, Saint-Benoît-des-Ombres im Süden und Saint-Victor-d’Épine im Südwesten. Das Gemeindegebiet hat eine Fläche von 897 Hektar. Der Bach Croix Blanche (“weißes Kreuz”) passiert das Gemeindegebiet. Er wird von den Einheimischen Authou genannt (vergleiche Authou).
Die Gemeinde ist einer Klimazone des Typs Cfb (nach Köppen und Geiger) zugeordnet: Warmgemäßigtes Regenklima (C), vollfeucht (f), wärmster Monat unter 22 °C, mindestens vier Monate über 10 °C (b). Es herrscht Seeklima mit gemäßigtem Sommer.

## Geschichte
Als Rollo (860–931/932) Neustrien unter seinen Gefolgsleuten aufteilte, behielt er den Wald Vièvre für sich. Der Wald reichte im 11. Jahrhundert von Saint-Étienne-l’Allier (4 Kilometer nordwestlich von Saint-Georges-du-Vièvre) bis zur Risle. Saint-Grégoire war ein Quart-fief de Haubert, etwa ‚gevierteltes Lehen des Ringelpanzers‘. Diese Form der Unterteilung von Lehen war im Feudalismus nur in der Normandie und der Bretagne üblich. Der Besitzer des Lehens wurde automatisch Ritter, wenn er das Lehen erbte und 21 Jahre alt war, und musste in der ländlichen Armee seines Herrn dienen. Der Ringelpanzer war in diesem Zusammenhang das Symbol des Rittertums. Wenn diese Lehen vererbt wurden, konnten sie in bis zu acht Teile geteilt werden. Im 13. Jahrhundert unterstanden die Lehen von Saint-Grégoire-du-Vièvre dem Herzogtum Vendôme, vom 14. Jahrhundert bis zum 16. Jahrhundert dem Haus Bourbon, zuletzt König Heinrich IV. Das Lehen Saint-Grégoire unterstand ab dem 16. Jahrhundert dem jeweiligen Bischof von Avranches beziehungsweise dessen Baronie Saint-Philbert. Drei weitere Lehen in Saint-Grégoire-du-Vièvre waren Salle, Loges und La Noe. Salle war ebenfalls ein Quart-fief de Haubert und unterstand ab dem 16. Jahrhundert ebenfalls den Bischöfen von Avranches. Die Seigneurs von Saint-Grégoire und Salle hatten das Recht auf Niedere Gerichtsbarkeit und das Bannrecht auf Wassermühlen. Der Seigneur von Saint-Grégoire durfte den Pfarrer des Ortes bestimmen.
Im Ancien Régime (1589–1789) kam es gelegentlich zu Todesfällen durch Angriffe von Wölfen.
1793 erhielt Saint-Grégoire-du-Vièvre im Zuge der Französischen Revolution (1789–1799) als Saint Gregoire den Status einer Gemeinde und 1801 als Saint-Grégoire durch die Verwaltungsreform unter Napoleon Bonaparte das Recht auf kommunale Selbstverwaltung.
Im 19. Jahrhundert wurden eine Mairie und eine Schule gebaut. Heute werden diese Gebäude als Wohnhäuser genutzt. Eine neue Mairie wurde in den 1950er Jahren gebaut, als das Dorfzentrum sich zur Départementsstraße hin verschob.

### Bevölkerungsentwicklung
| Jahr                       | 1962 | 1968 | 1975 | 1982 | 1990 | 1999 | 2009 | 2020 |
| Einwohner                  | 311  | 280  | 283  | 301  | 330  | 323  | 338  | 307  |
| Quellen: Cassini und INSEE |      |      |      |      |      |      |      |      |

## Kultur und Sehenswürdigkeiten

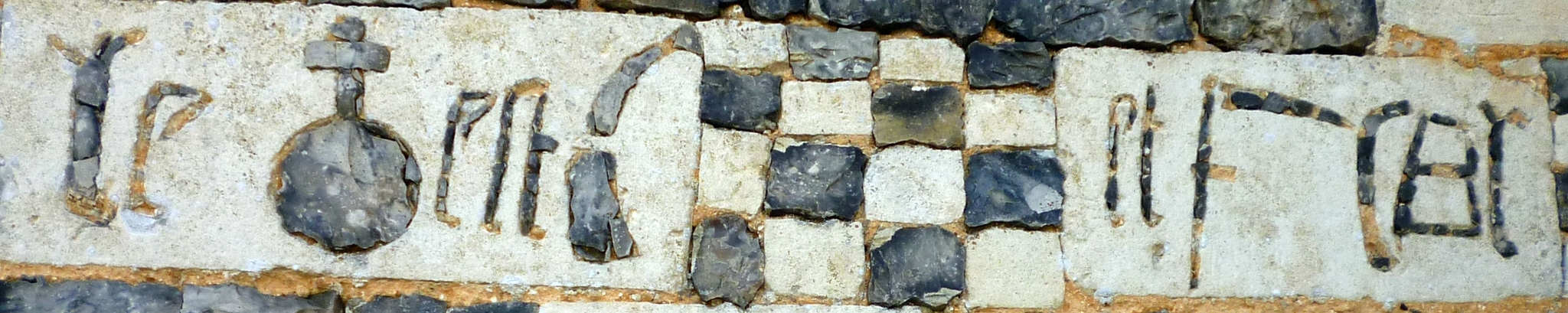
„Die Welt ist korrupt“, Das Bilderrätsel aus dem 16. Jahrhundert

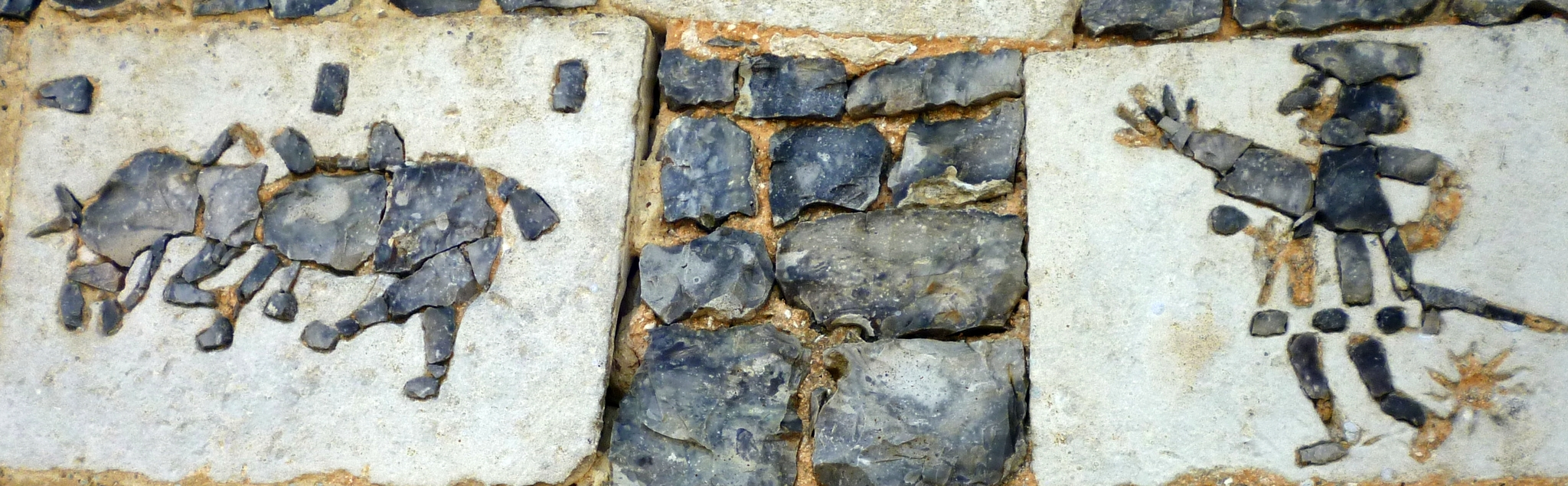
Der Ritter und sein Pferd, Feuersteineinlegearbeit aus dem 16. Jahrhundert

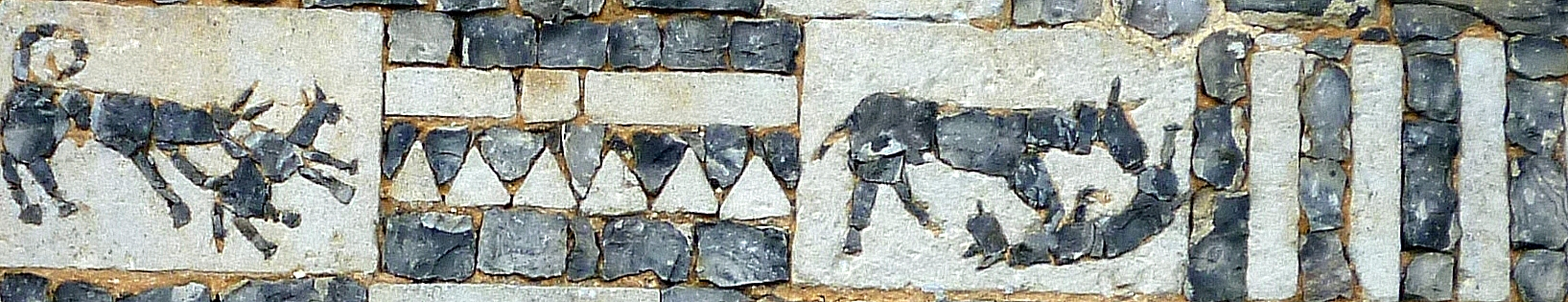
Wolfsangriff, Darstellung aus dem 16. Jahrhundert.

Im 17. und 18. Jahrhundert wurden 157 Fachwerkhäuser in Saint-Grégoire-du-Vièvre gebaut, davon stehen noch 32. Die Häuser und Bauernhöfe sind mit Schiefer oder Stroh gedeckt.
1902 wurde die Bahnlinie Cormeilles – Glos – Montfort eingerichtet. Sie verlief am südlichen Rand des Gemeindegebiets. Der Passagier- und Warentransport wurde in den 1930er Jahren beendet. Die Reste der Schienen und des Haltepunkts können auf dem ausgeschilderten Wanderweg Chemin des Ponts et Gués (‚Weg der Brücken und Furten‘) besichtigt werden.
Das „Tal des Authou“ (eigentlich Tal der Croix Blanche) ist in Saint-Grégoire-du-Vièvre, Freneuse-sur-Risle und Livet-sur-Authou als Site classé (‚Naturdenkmal‘) geschützt.

### Kirche Saint-Grégoire
Saint-Grégoire-du-Vièvre gehört zur römisch-katholischen Gemeinschaft Communauté de Saint Georges du Vièvre, die Teil der Pfarrei Montgeoly des Bistums Évreux ist.
Die Kirche Saint-Grégoire wurde im 13. Jahrhundert errichtet. Sie ist Papst Gregor dem Großen geweiht. Nach dem Hundertjährigen Krieg (1337–1453) wurden im 16. Jahrhundert umfangreiche Reparaturarbeiten ausgeführt. An der Südmauer des Kirchenschiffs gibt es religiöse Graffiti. Solche Graffiti wurden im Ancien Régime im Lieuvin von Pilgern in die Kirchen gekratzt. Außerdem sind dort in etwa drei Metern Höhe Abbildungen aus dunklem Feuerstein aus dem 16. Jahrhundert zu sehen. Dabei handelt es sich um die Darstellung von Angriffen durch Wölfe, ein Pferd, seinen Reiter und ein Bilderrätsel. Die Lösung des Bilderrätsels ist le monde est corrompu et faux sal, auf Deutsch etwa ‚die Welt ist verdorben und falsch‘. Der Zusatz sal ist unverständlich. Das Bilderrätsel wurde von Arthur Join-Lambert und Fulcanelli analysiert, aber nie komplett gelöst. Beide sahen die gesamten Darstellungen an der Kirchenfassade im Zusammenhang.
Im 19. Jahrhundert wurde die Nordmauer des Kirchenschiffs repariert und eine Sakristei gebaut. Der Kirchturm wurde 1886 errichtet, die Kirchenfenster in den Jahren 1895 bis 1910 gefertigt. Die Kirche wurde 2008 in das Zusatzverzeichnis der Monuments historiques eingetragen. Im 19. Jahrhundert konnte man an der Fassade noch Reste der Litre funéraire sehen.
In der Kirche gibt es Kunstwerke aus dem 15. bis 20. Jahrhundert. Das Taufbecken aus dem 16. Jahrhundert wurde 1907 als Monument historique klassifiziert. Zwei Statuen der Jungfrau mit dem Kinde aus dem 15. und 16. Jahrhundert wurden 1907 und 1908 ebenfalls als historische Denkmale eingestuft. Ein Seitenaltar ist dem Heiligen Ursinus von Bourges geweiht. Dort steht eine Ursinus-Statue aus dem 16. Jahrhundert, die noch heute als Pilgerstätte genutzt wird. Dem Volksglauben nach heilt Ursinus Bauchschmerzen.

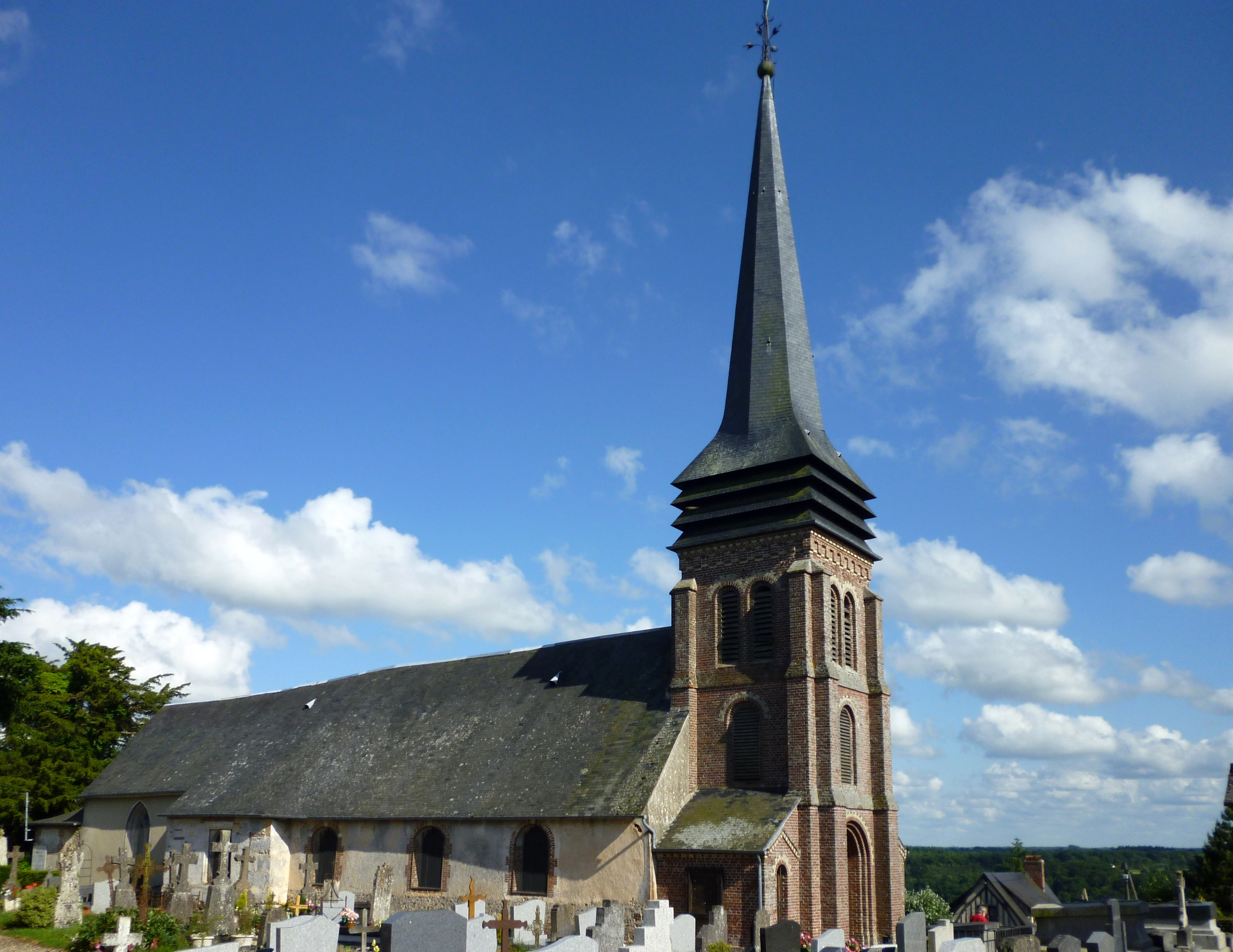
Kirche Saint-Grégoire

## Wirtschaft und Infrastruktur
Im Jahr 2009 waren 16,2 Prozent der Erwerbstätigen in der Gemeinde beschäftigt, die anderen waren Pendler. 8,5 Prozent der Arbeitnehmer waren arbeitslos.
Der nächstgelegene Haltepunkt ist der 4,9 Kilometer entfernte Bahnhof Glos - Montfort in Glos-sur-Risle. Der nächste Flughafen ist der 37,3 Kilometer entfernt liegende Flughafen Deauville in Saint-Gatien-des-Bois.
Auf dem Gemeindegebiet gelten kontrollierte Herkunftsbezeichnungen (AOC) für Calvados und Pommeau (Pommeau de Normandie) sowie geschützte geographische Angaben (IGP) für Schweinefleisch (Porc de Normandie), Geflügel (Volailles de Normandie) und Cidre (Cidre de Normandie und Cidre normand).